# Katedra Najświętszego Serca Pana Jezusa w Taszkencie

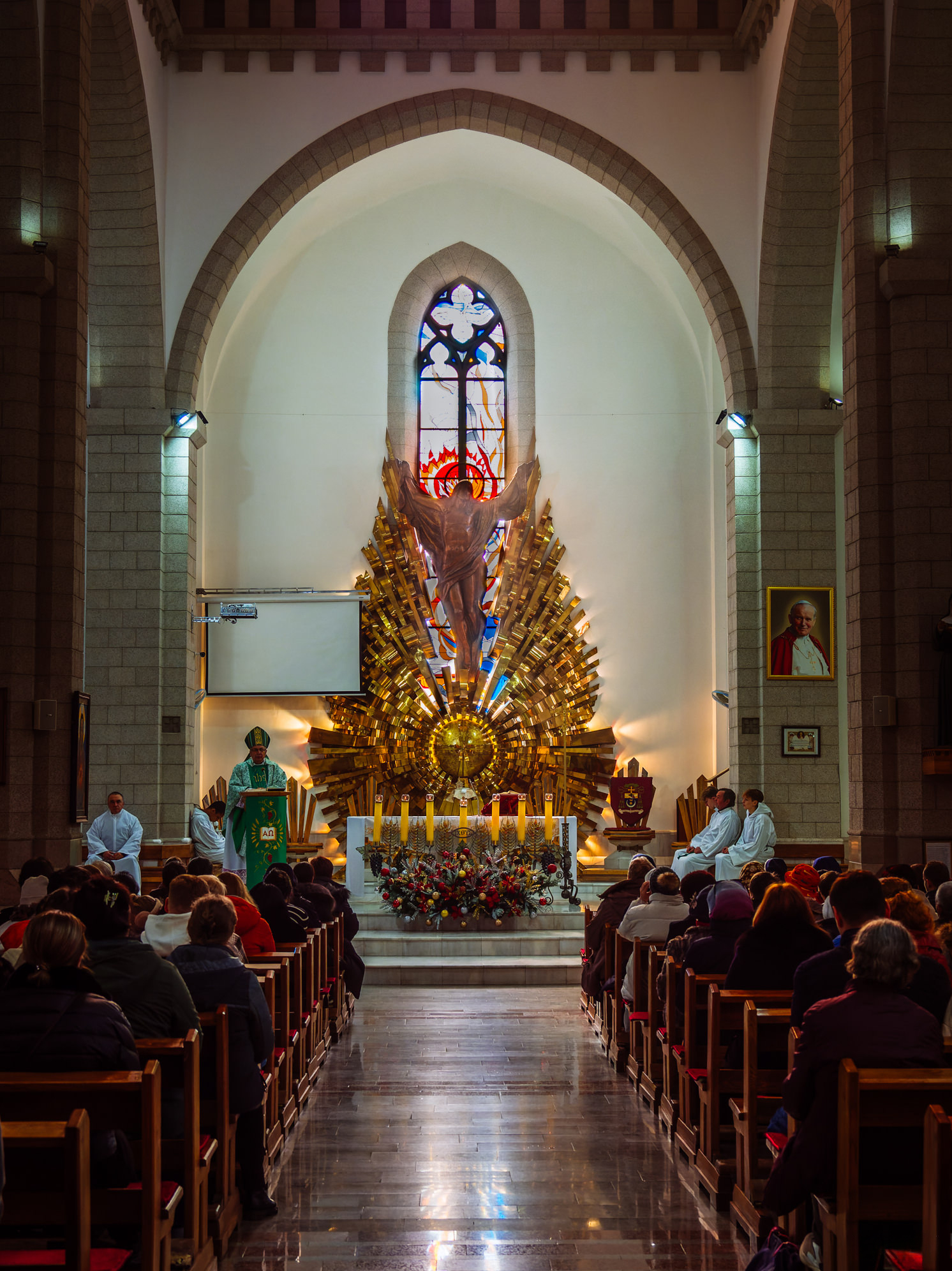

Katedra Najświętszego Serca Pana Jezusa w Taszkencie (znana także jako: Polski Kościół), ros. Собор Святейшего Сердца Иисуса, ang. Polish Cathedral Sacred Heart of Jesus – kościół rzymskokatolicki w Taszkencie, stolicy Uzbekistanu. Kościół parafialny parafii o tej samej nazwie.

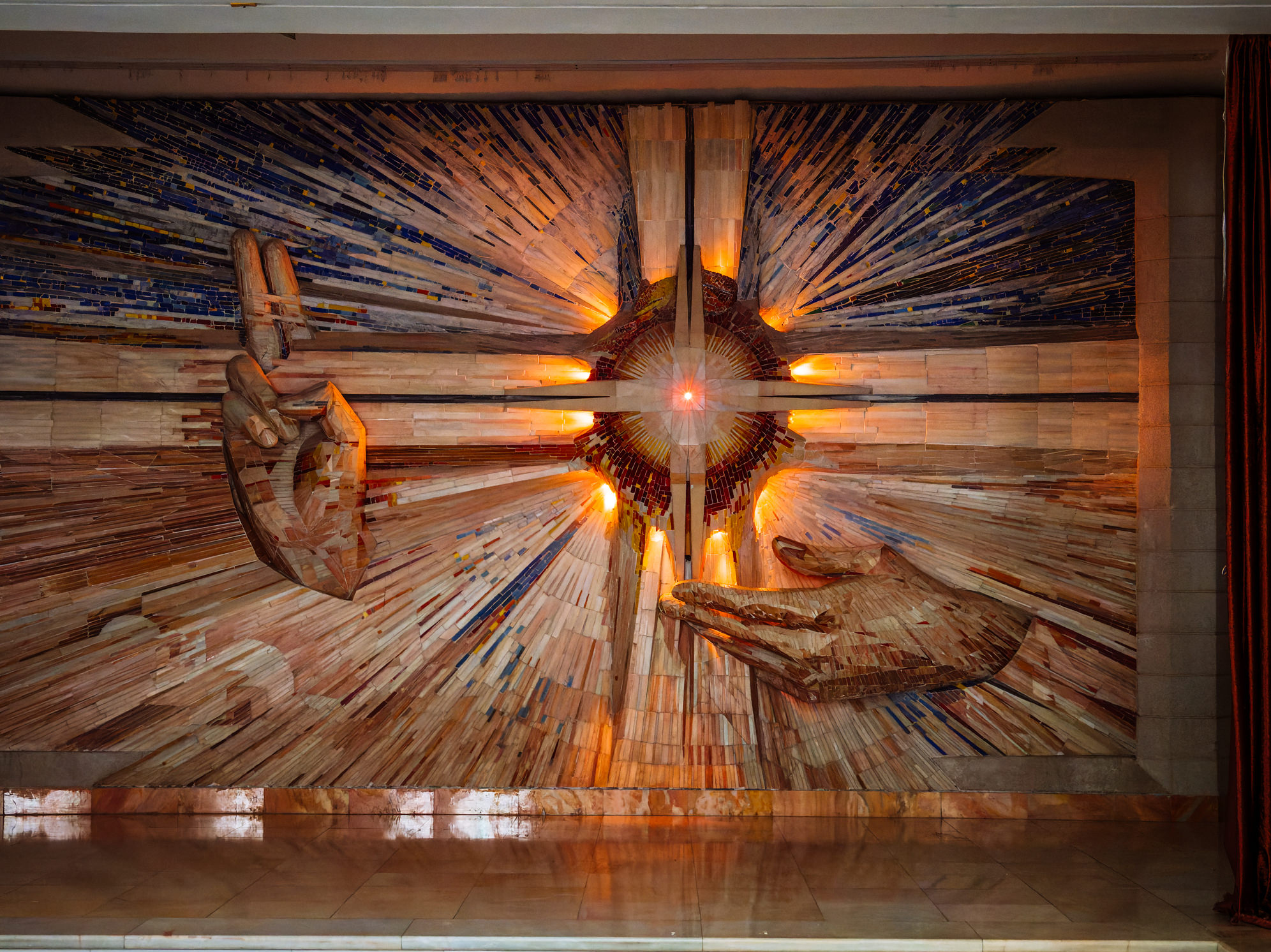

## Historia

### Przed II wojną światową[3][4]
W 1884 stanęła pierwsza kaplica, gdzie odprawiano msze dla więźniów wojennych, głównie Polaków.
Budowa kościoła, z inicjatywy o. prof. Justyna Bonawentury Pranajtisa i według pierwotnego projektu architekta L. Pawłowskiego, rozpoczęła się w roku 1912 na wykupionym kawałku ziemi nad rzeczką Sałar.
Nie została jednak zakończona do przejęcia na tym terenie władzy przez bolszewików. W roku 1925 budynek został znacjonalizowany, ale proboszcz o. Józef Sowiński odprawiał w nim tajne msze, dopóki nie został rozstrzelany w 1937 roku.

### ZaZSRR[3]
Do początku lat 90. XX w. budynek kościelny był wykorzystywany i dostosowywany do kolejnych potrzeb m.in. jako hotel robotniczy fabryki kabli i szkoły akuszerek, później na biura i magazyn techniki medycznej, wreszcie opuszczony. W 1976 rząd Uzbeckiej SRR zdecydował o przeznaczeniu gmachu na salę koncertową muzyki organowej, ale nie zostało to wykonane.

### NiepodległyUzbekistan[3]
W 1993 budowlę w stanie ruiny otrzymali katolicy. Rozpoczęła się przebudowa według nowego projektu, którą zajmował się papieski ordynariusz w Uzbekistanie polski franciszkanin o. Krzysztof Kukułka. Sfinansowały ją m.in. Watykan, katolickie fundacje z Niemiec, konferencje episkopatów Anglii, Kanady, Niemiec, Polski, USA i Włoch oraz osoby prywatne. 22 października 2000 roku świątynia po 88 latach od rozpoczęcia jej budowy, została konsekrowana jako kościół pw. Najświętszego Serca Jezusa. Od 1 kwietnia 2005 roku, po ingresie Apostolskiego Administratora w Uzbekistanie, biskupa Jerzego Maculewicza, stała się katedrą. Jest ona dwupoziomowa. Wykorzystywana jest także na koncerty muzyki organowej, orkiestr symfonicznych i chórów.

#### Pierwszy katolicki ksiądz z Uzbekistanu[5]
W 2012 w katedrze NSPJ w Taszkencie bp Jerzy Maculewicz wyświęcił pierwszego uzbeckiego kapłana – Siergieja Fedorova. Kiedy otwierano kościół, Fedorov (wtedy niewierzący) zobaczył ogłoszenie w gazecie, po czym przyszedł na uroczystość do katolików z ciekawości. Został przy franciszkanach na dłużej i po wielu latach formacji i studiach w Polsce został w 17.06.2012 roku katolickim księdzem i członkiem zakonu franciszkańskiego.
Siergiej Fedorov na pytanie co go przekonało do polskich zakonników zadane przez reporterów "zyciezakonne.pl" – serwisu informacyjnego konferencji wyższych przełożonych zakonów męskich w Polsce – odpowiada tak:
„Fascynacja ich stylem życia, modlitwą wspólnotową. Była msza święta. Po niej doszedł do mnie o. Stanisław Rochowiak. Pierwsza rozmowa, pierwsze spotkanie, pierwsze zaproszenie do grupy młodzieżowej, działającej przy kościele. Później pierwsza wizyta w klasztorze, w której odbywa się dzień skupienia dziesięciu zakonników z całego Uzbekistanu”.
"Wydarzenie to posiada symboliczne znaczenie. To nie tylko pierwszy franciszkanin pochodzący z tego azjatyckiego i muzułmańskiego kraju, ale także pierwsze powołanie kapłańskie w miejscowym Kościele” – mówi dla tego samego serwisu wikariusz krakowskiej prowincji franciszkanów, o. Piotr Stanisławczyk.

## Kościół polski
Katedra znana jeż także pod nazwą „Polski Kościół”, ang. Polish Church. Prawdopodobnie nazwa pochodzi od ojców franciszkanów – Polaków, prowadzących parafię. Polacy mieli też wpływ w budowę kościoła, uczęszczali na nabożeństwa polscy więźniowie. Podobna nazwa jest używana dla innych katolickich kościołów w krajach byłego ZSRR, w których Polacy posługują, są wiernymi, i/lub byli zaangażowanie w ich budowę, np. kościół św. Piotra i Pawła w Tbilisi.

## Galeria

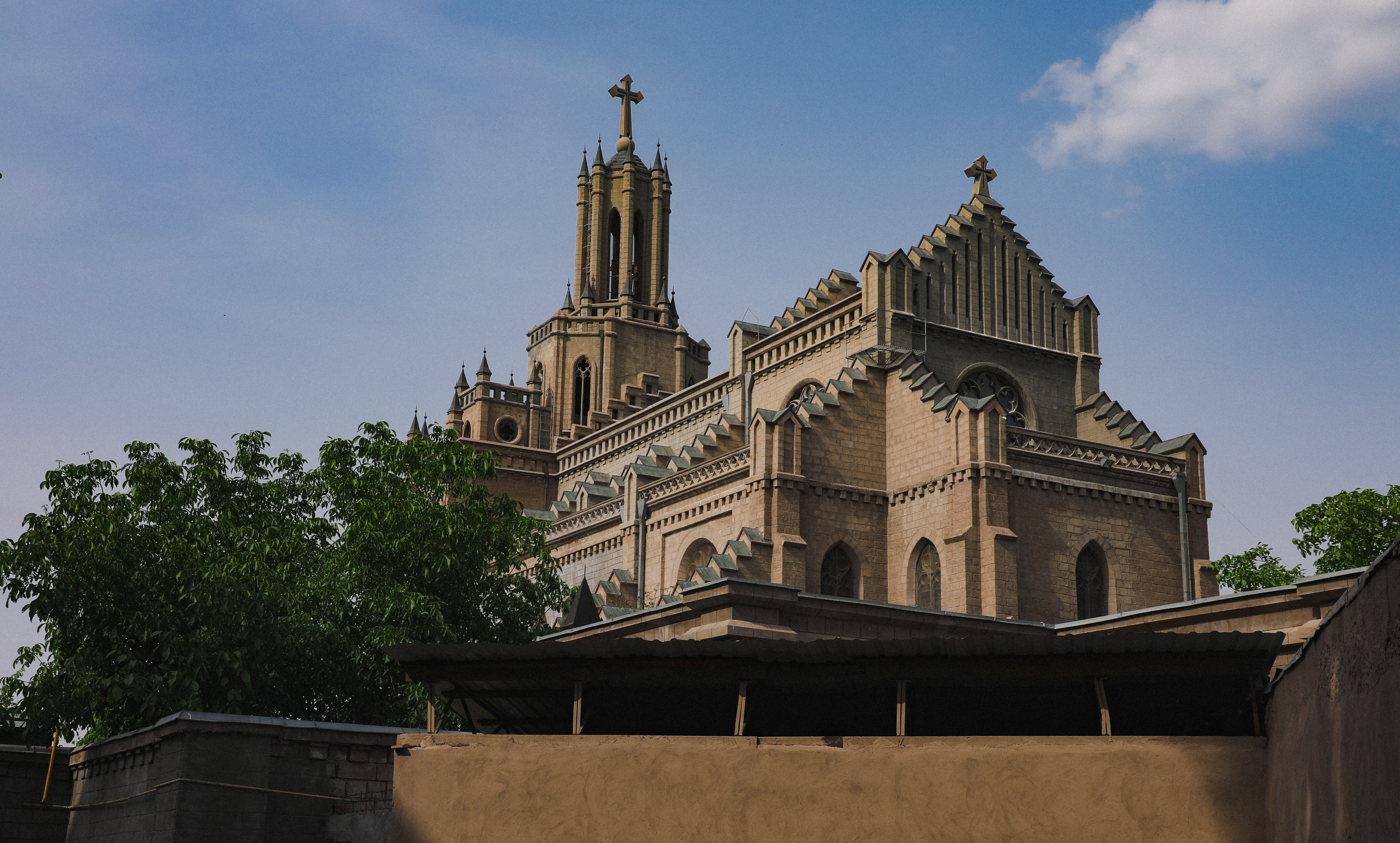
Kościół od tyłu
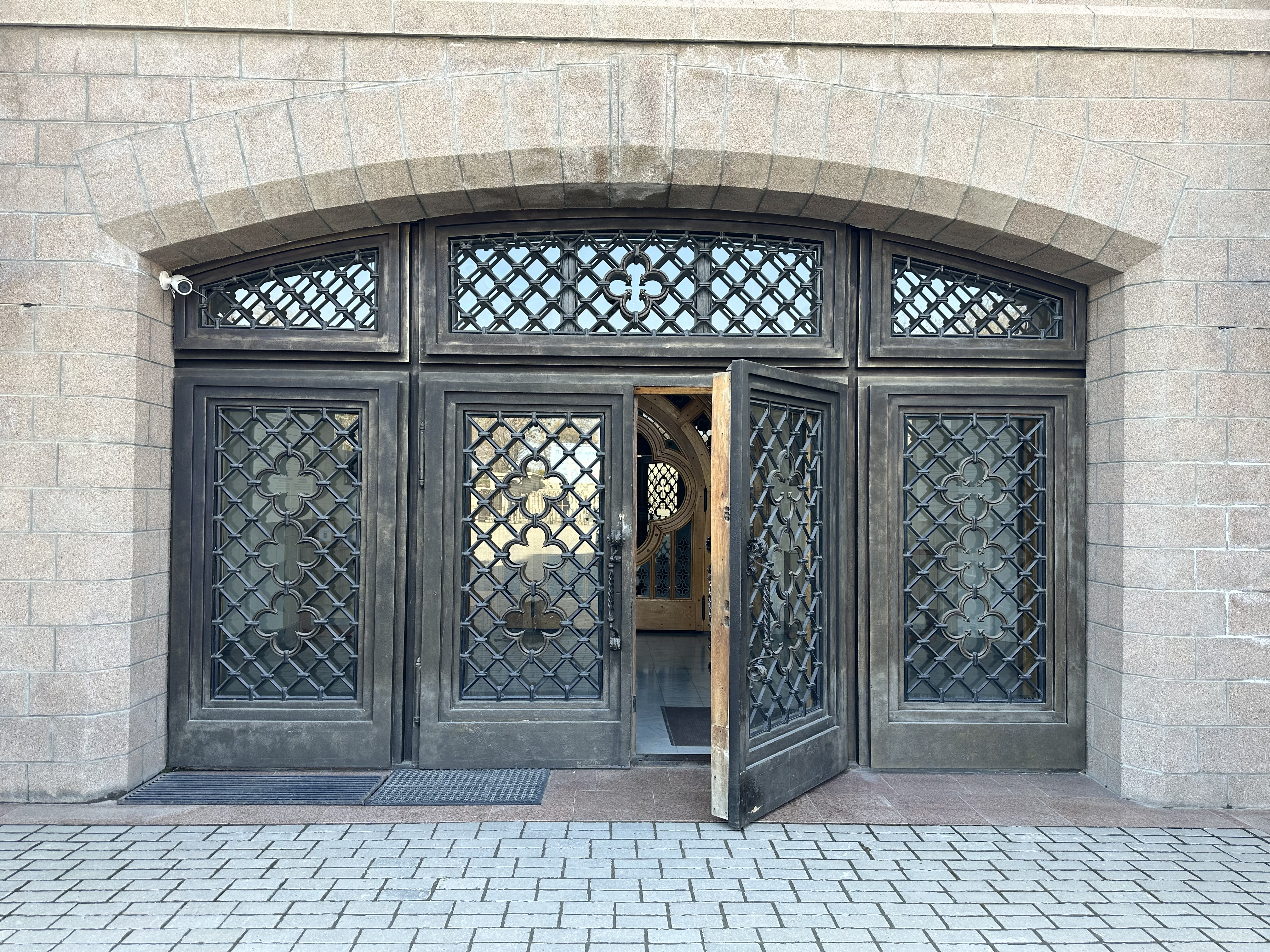
Drzwi
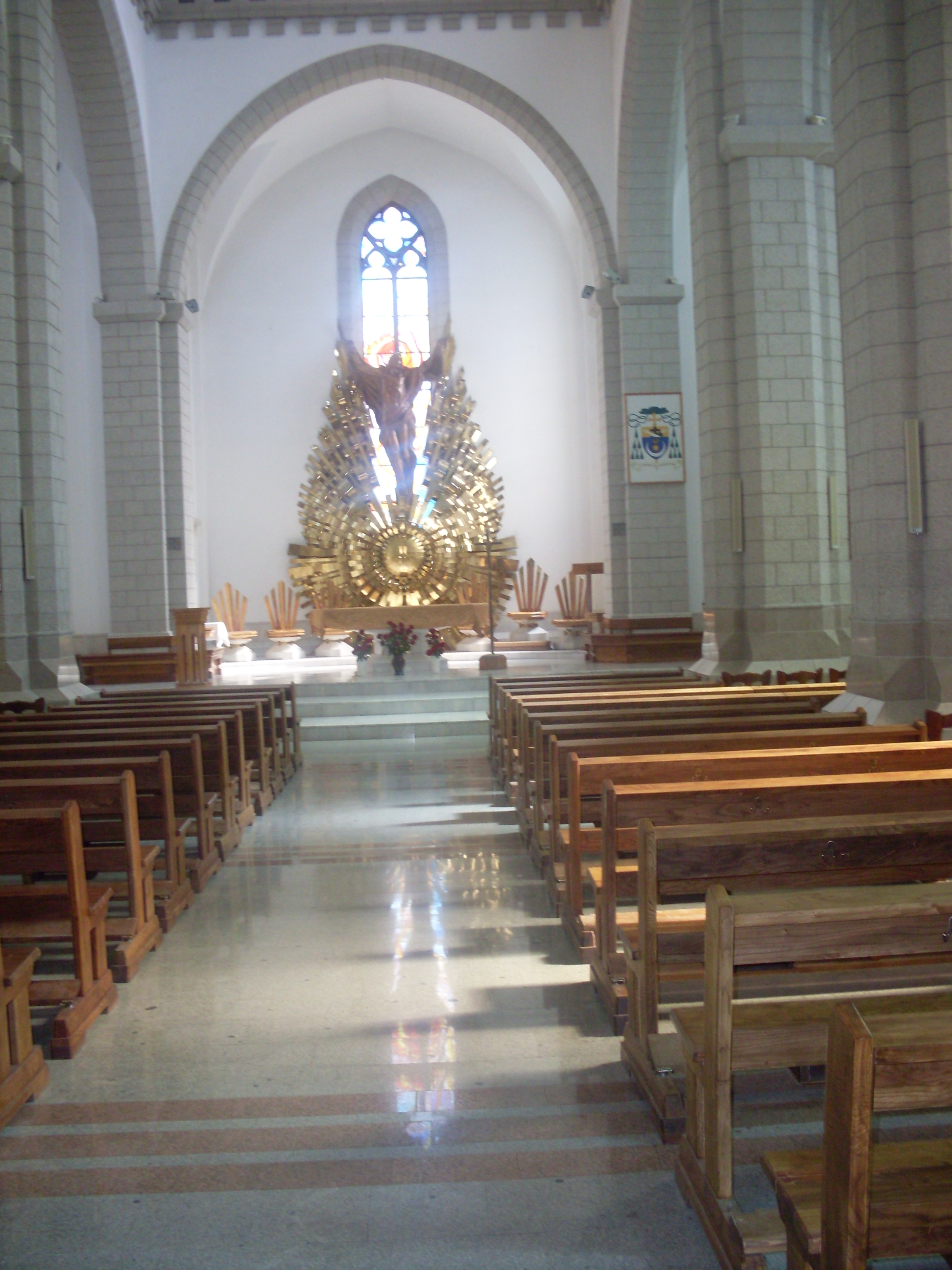
Górna kondygnacja
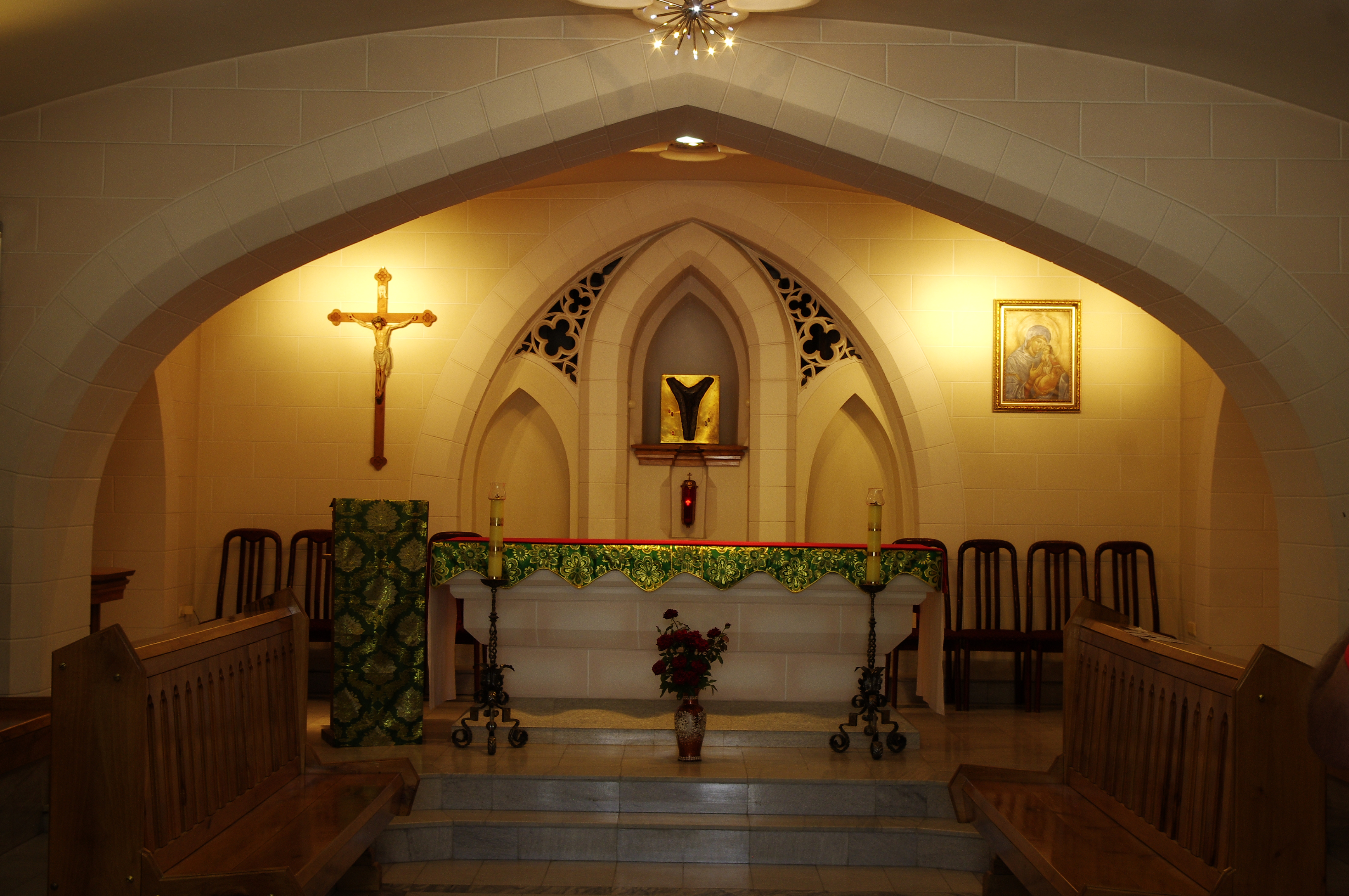
Dolna kondygnacja
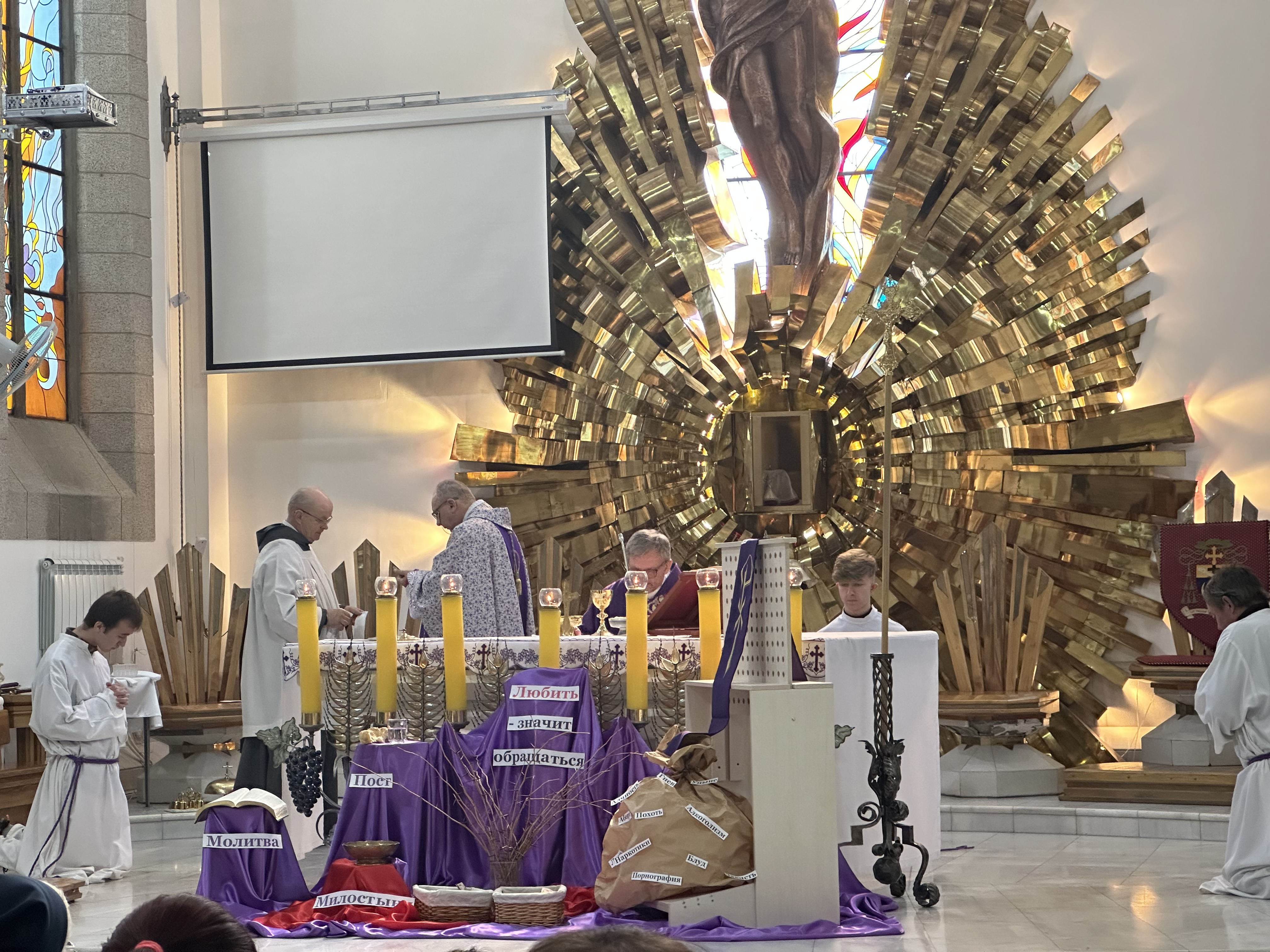
Msza święta podczas Wielkiego Postu
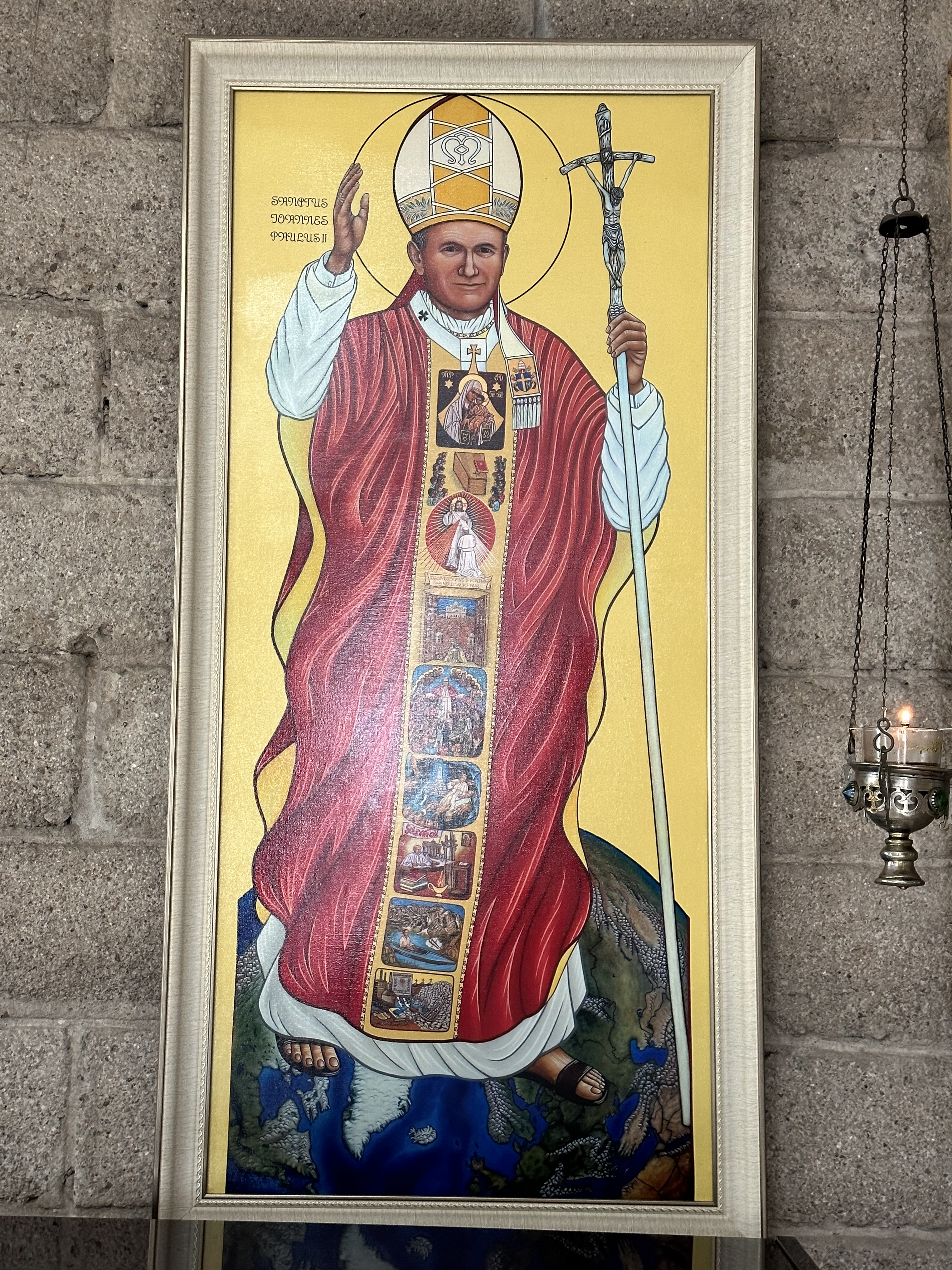
Wizerunek św. Jana Pawła II
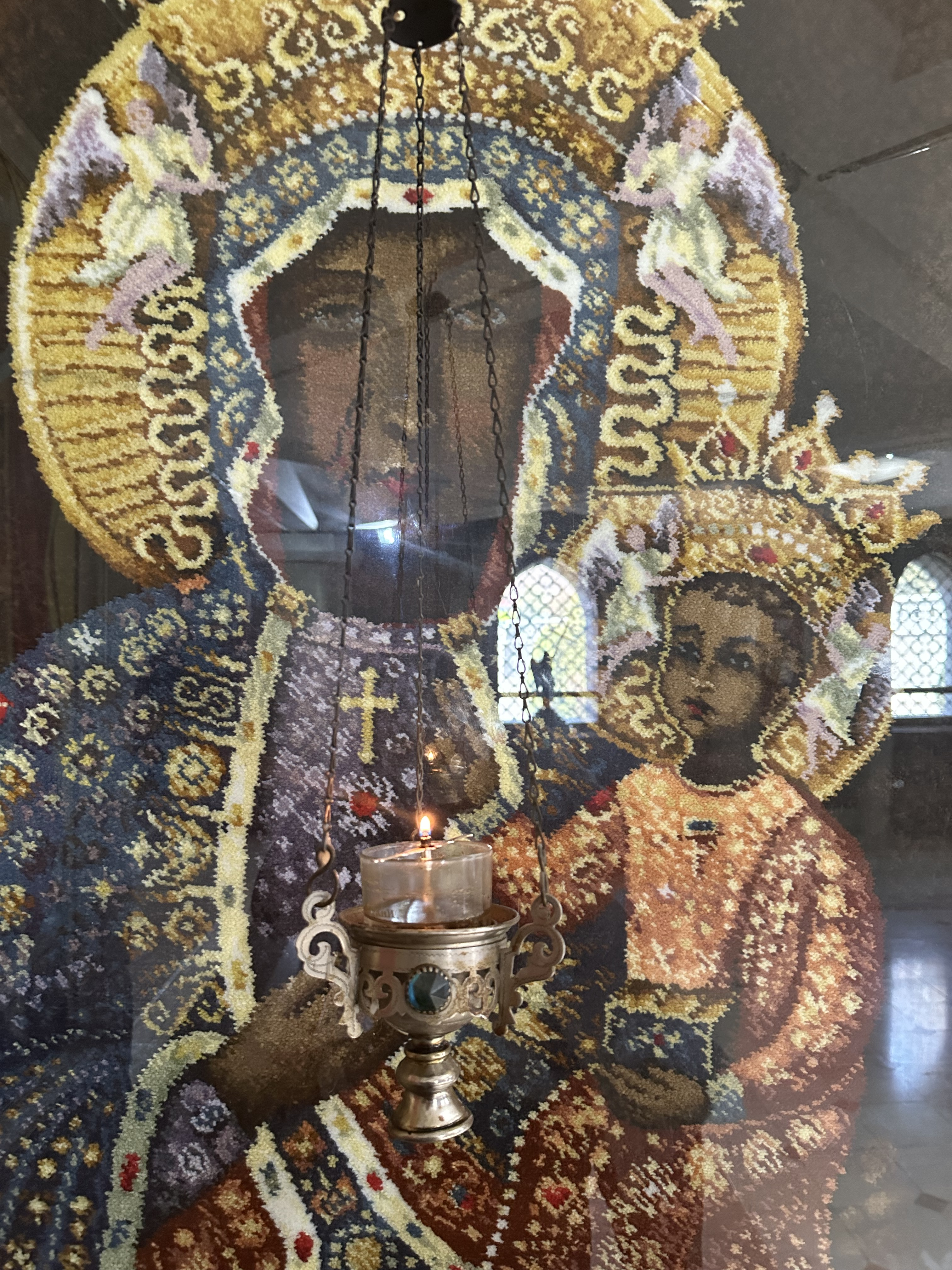
Wizerunek Matki Boskiej Częstochowskiej
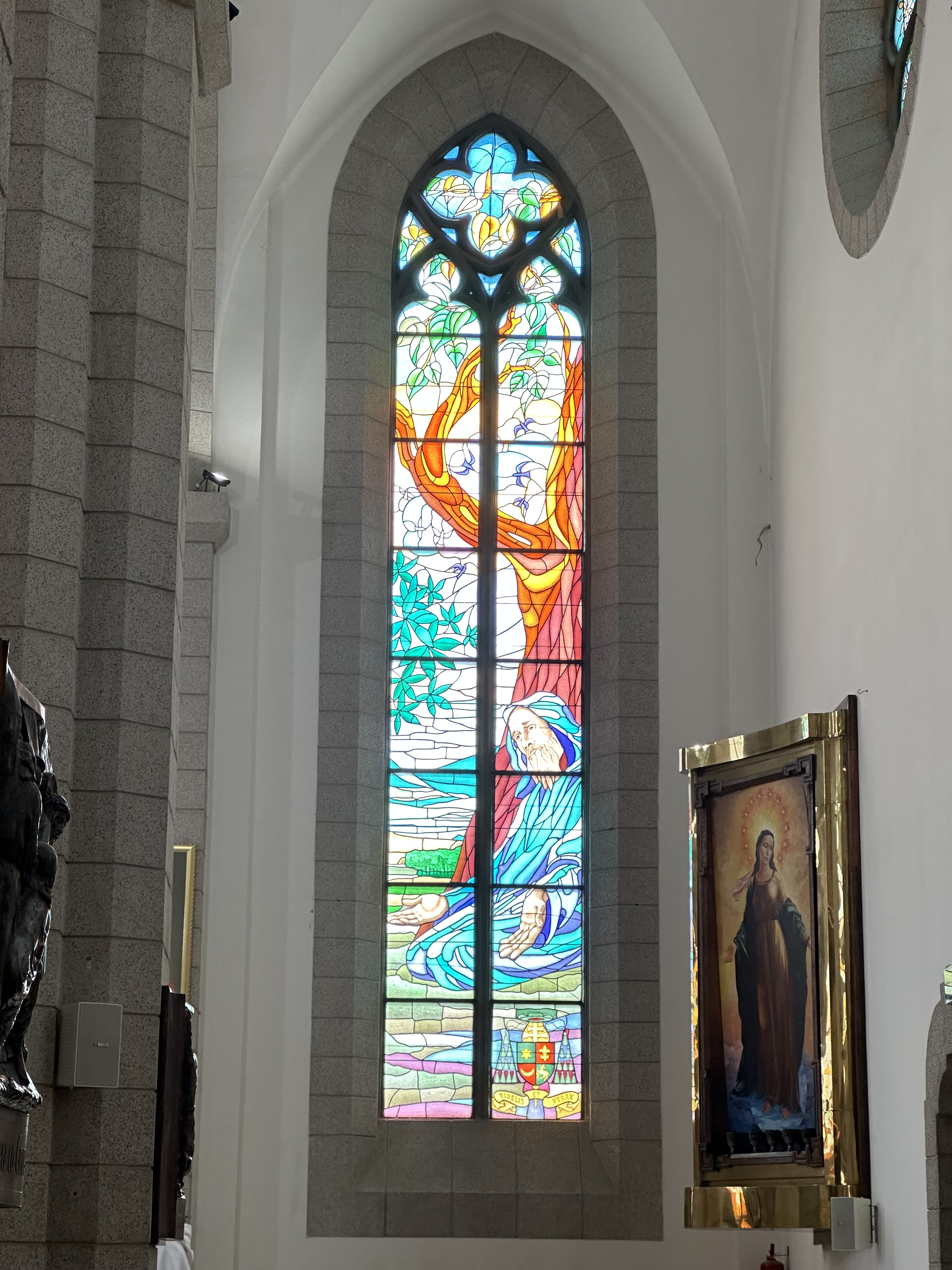
Witraż
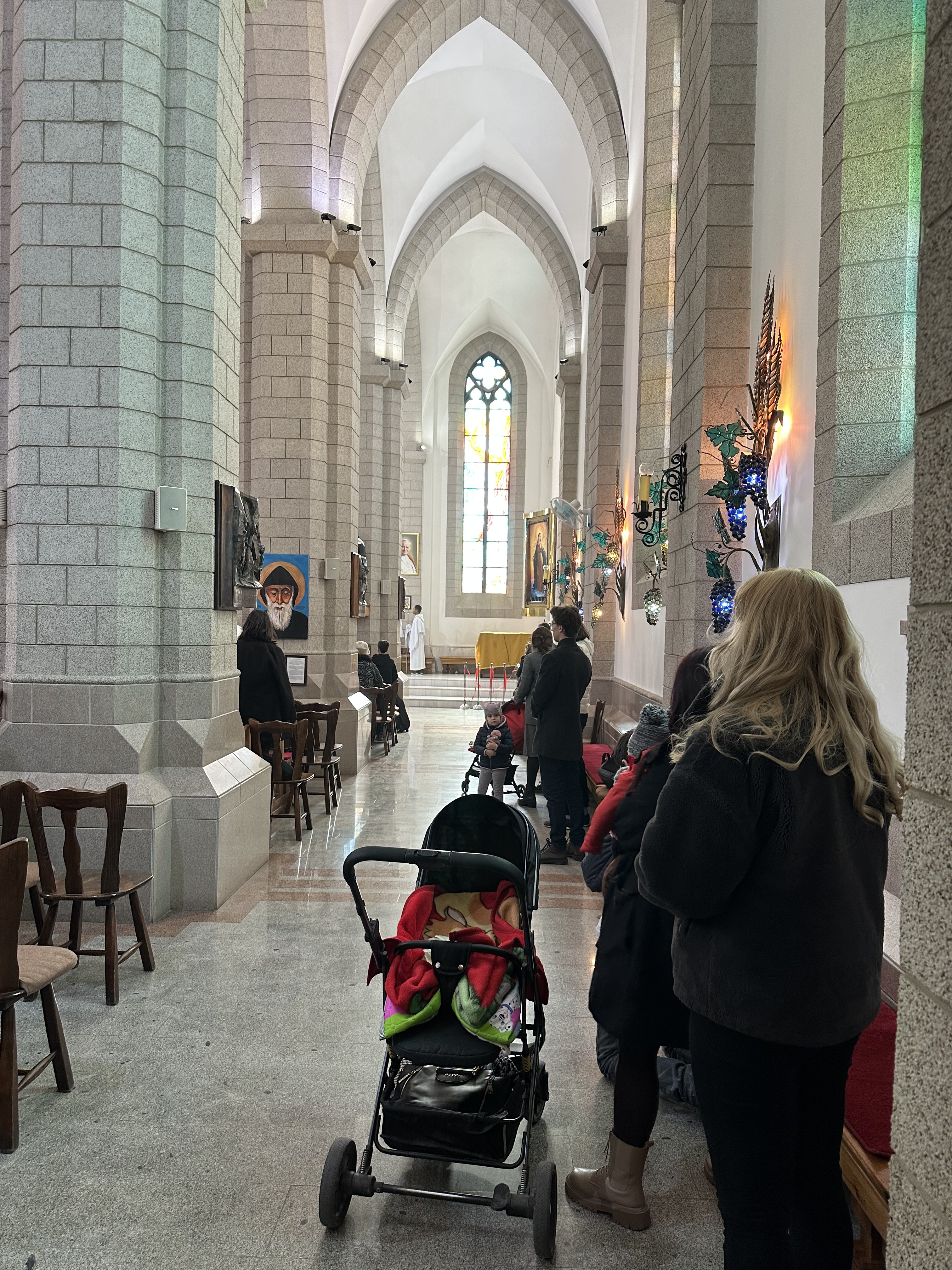
Nawa boczna z widocznym wizerunkiem św. Ojca Pio
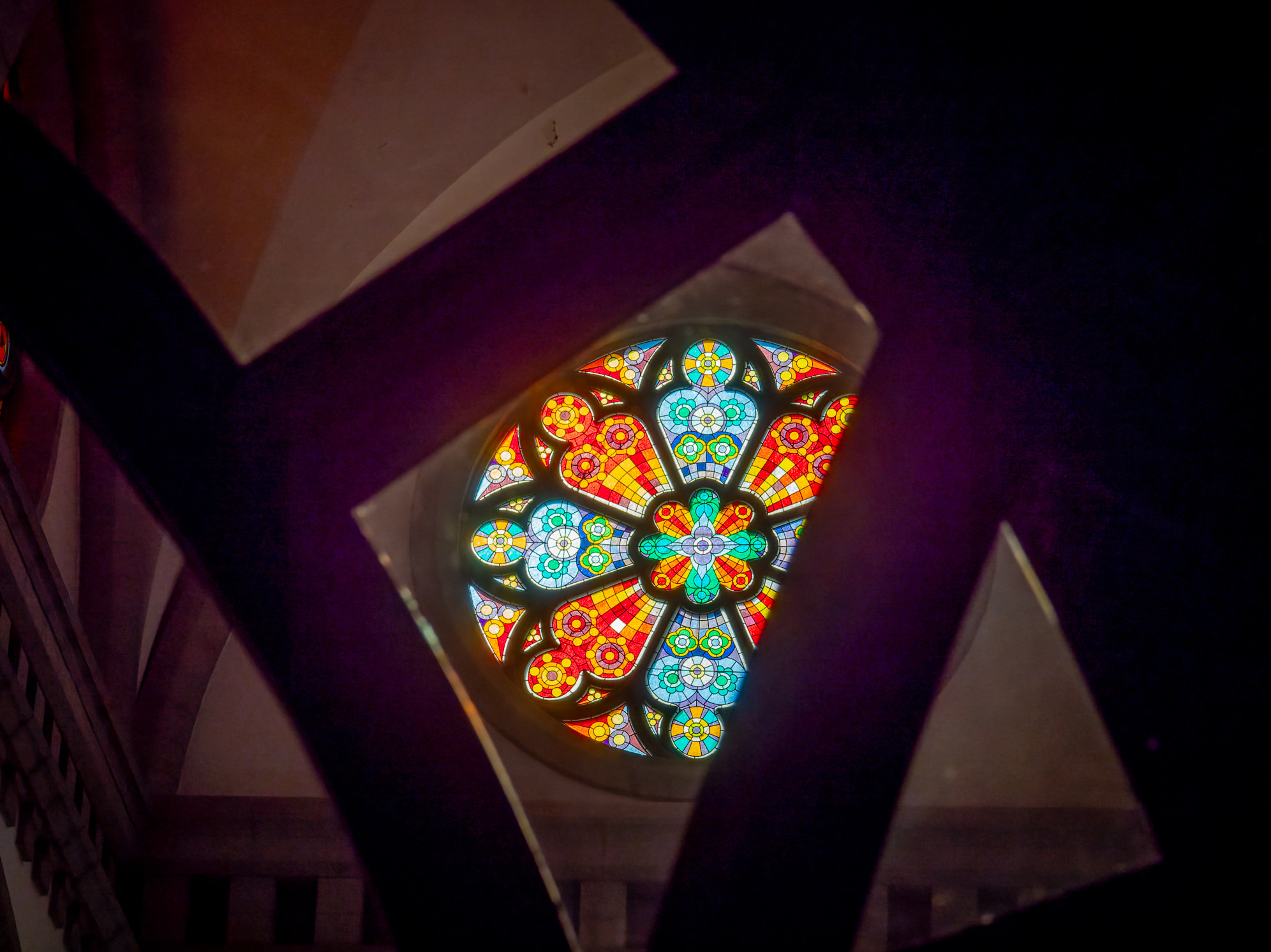
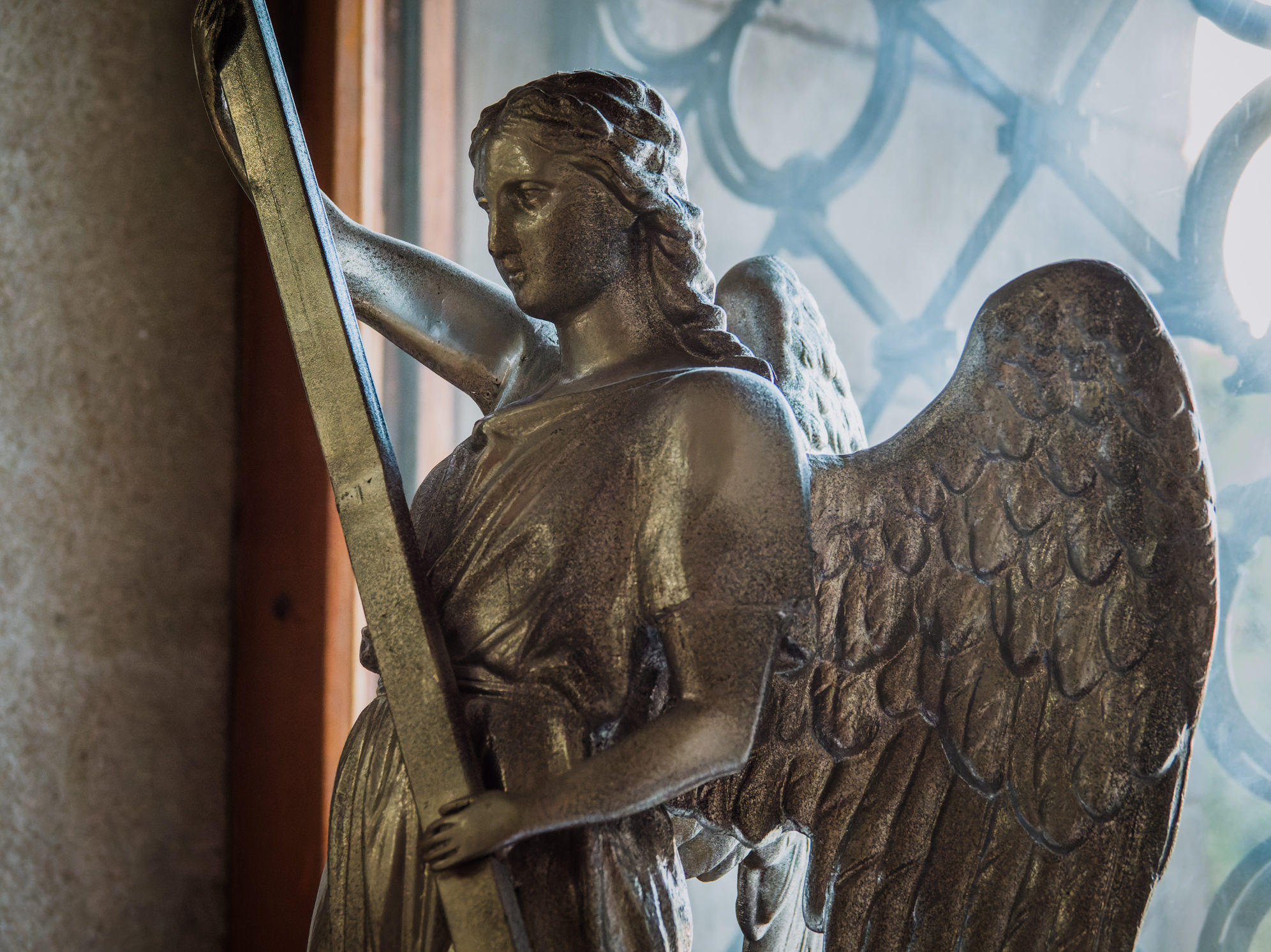
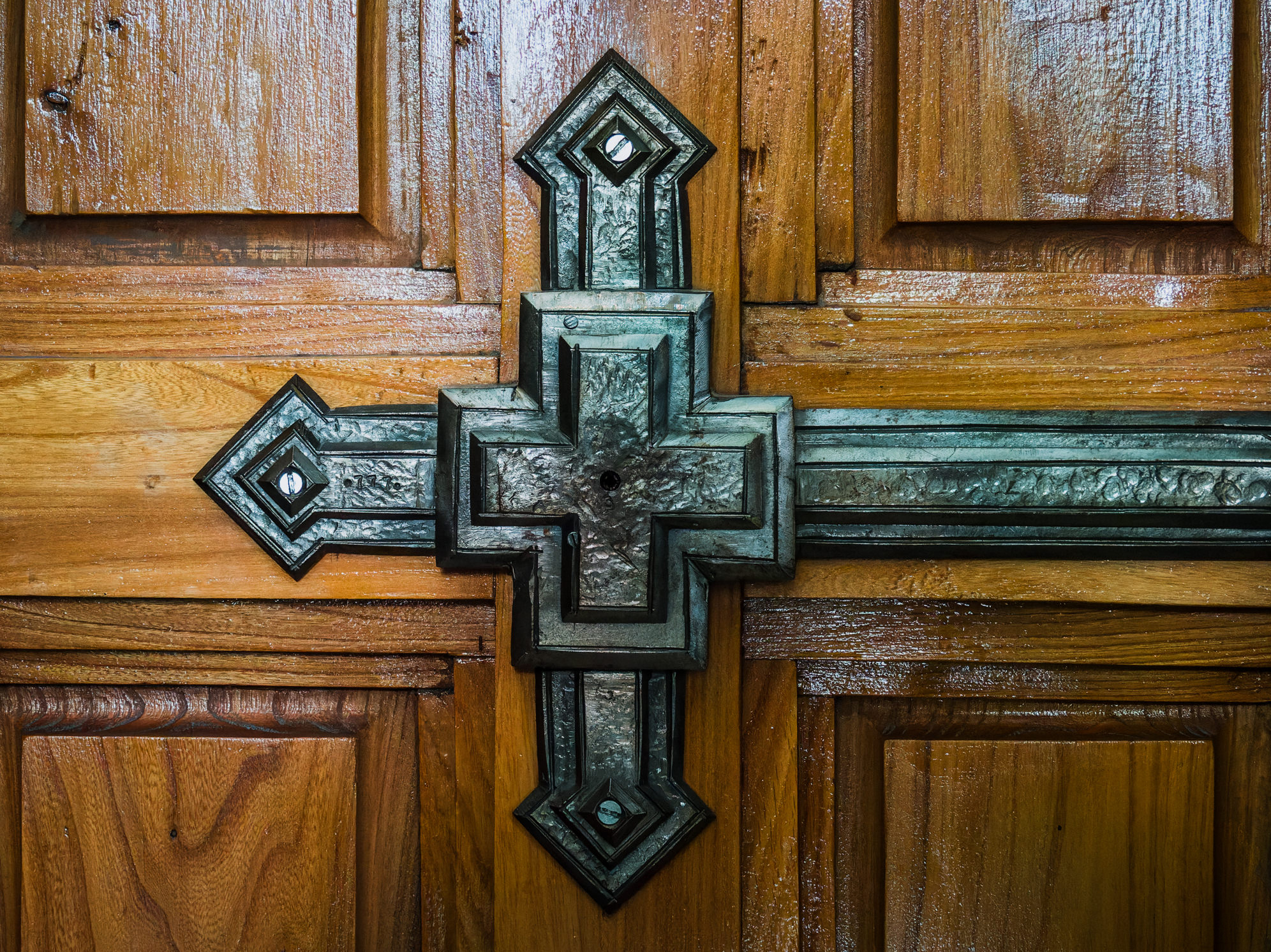
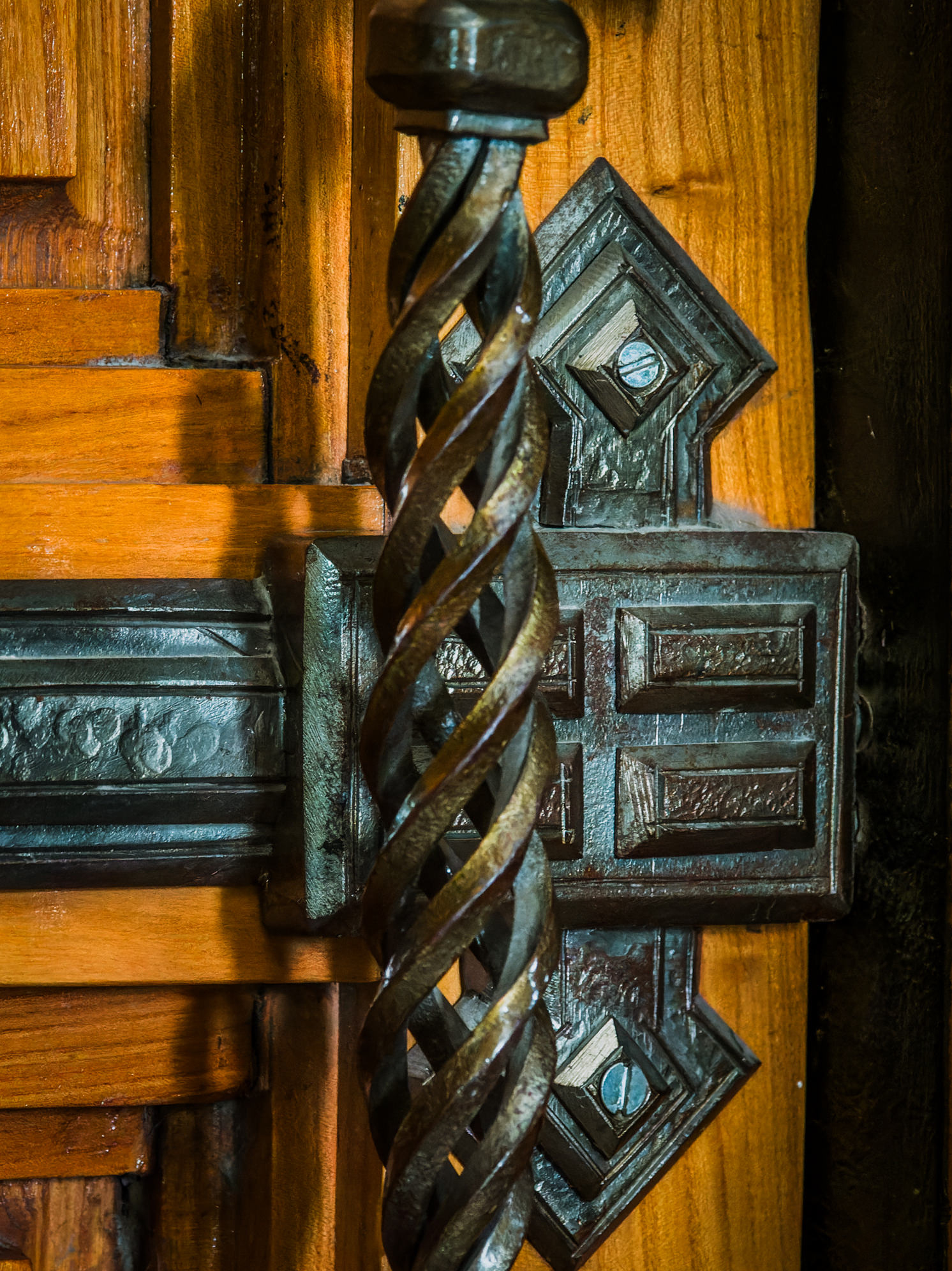
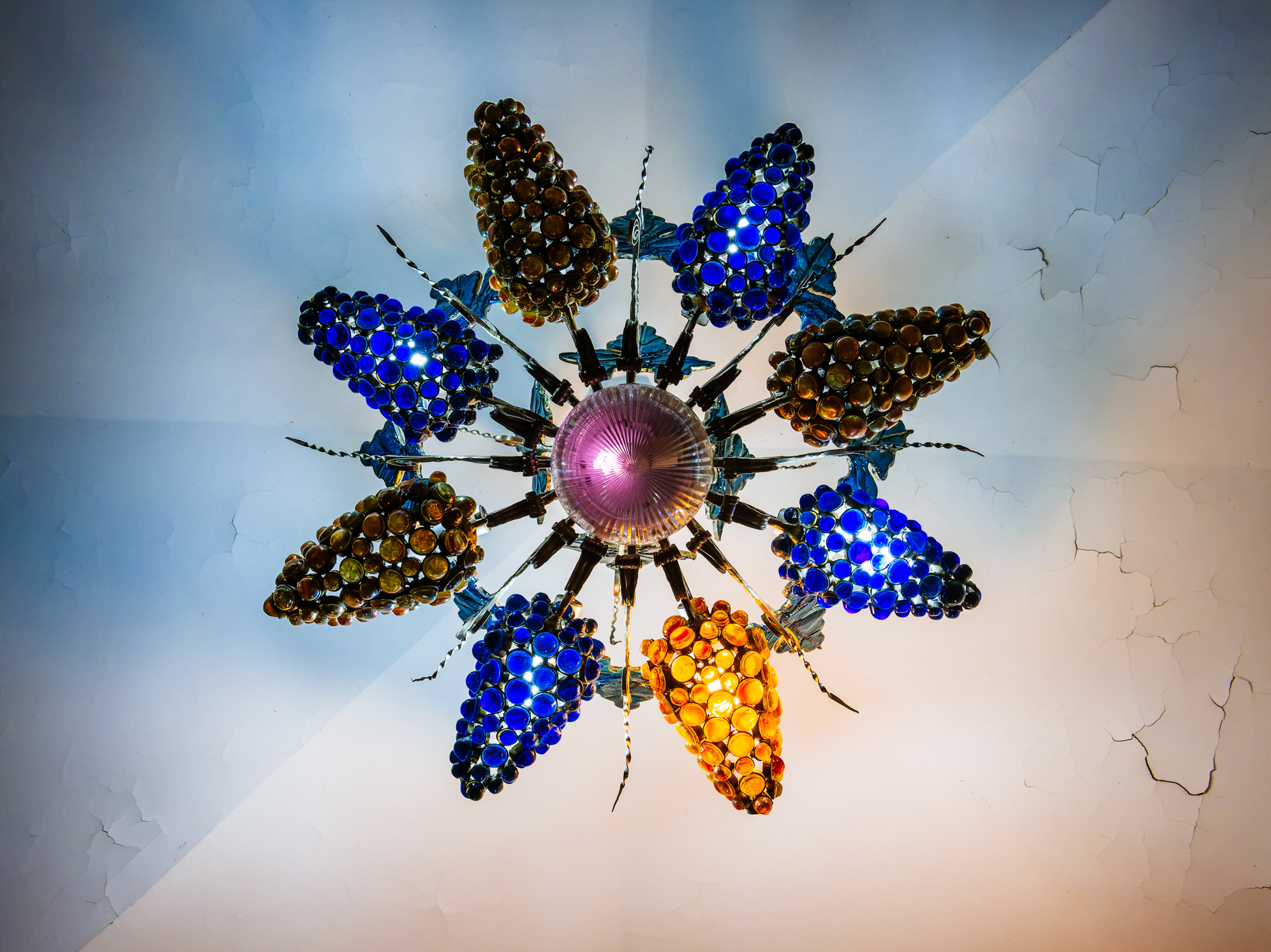
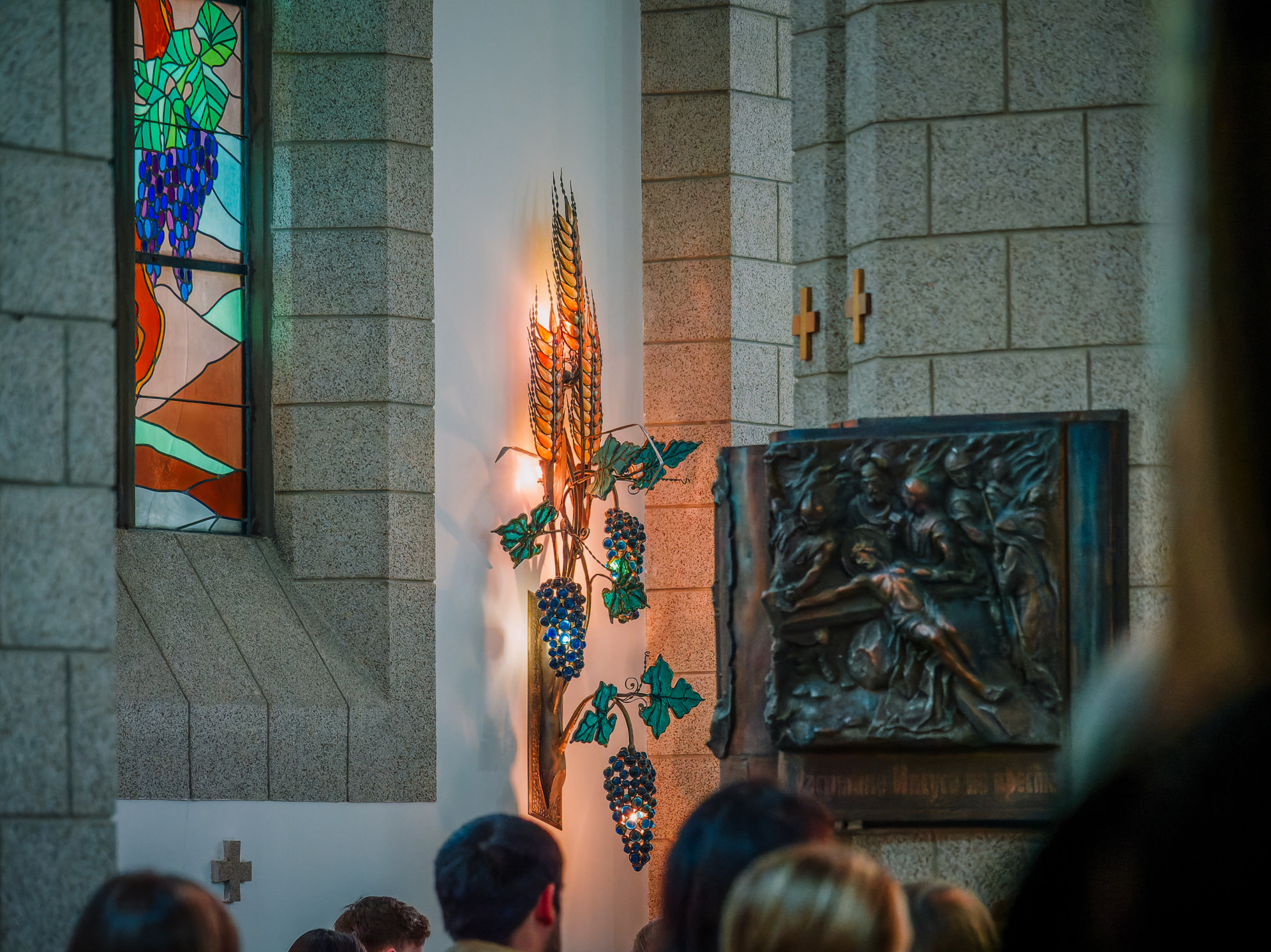
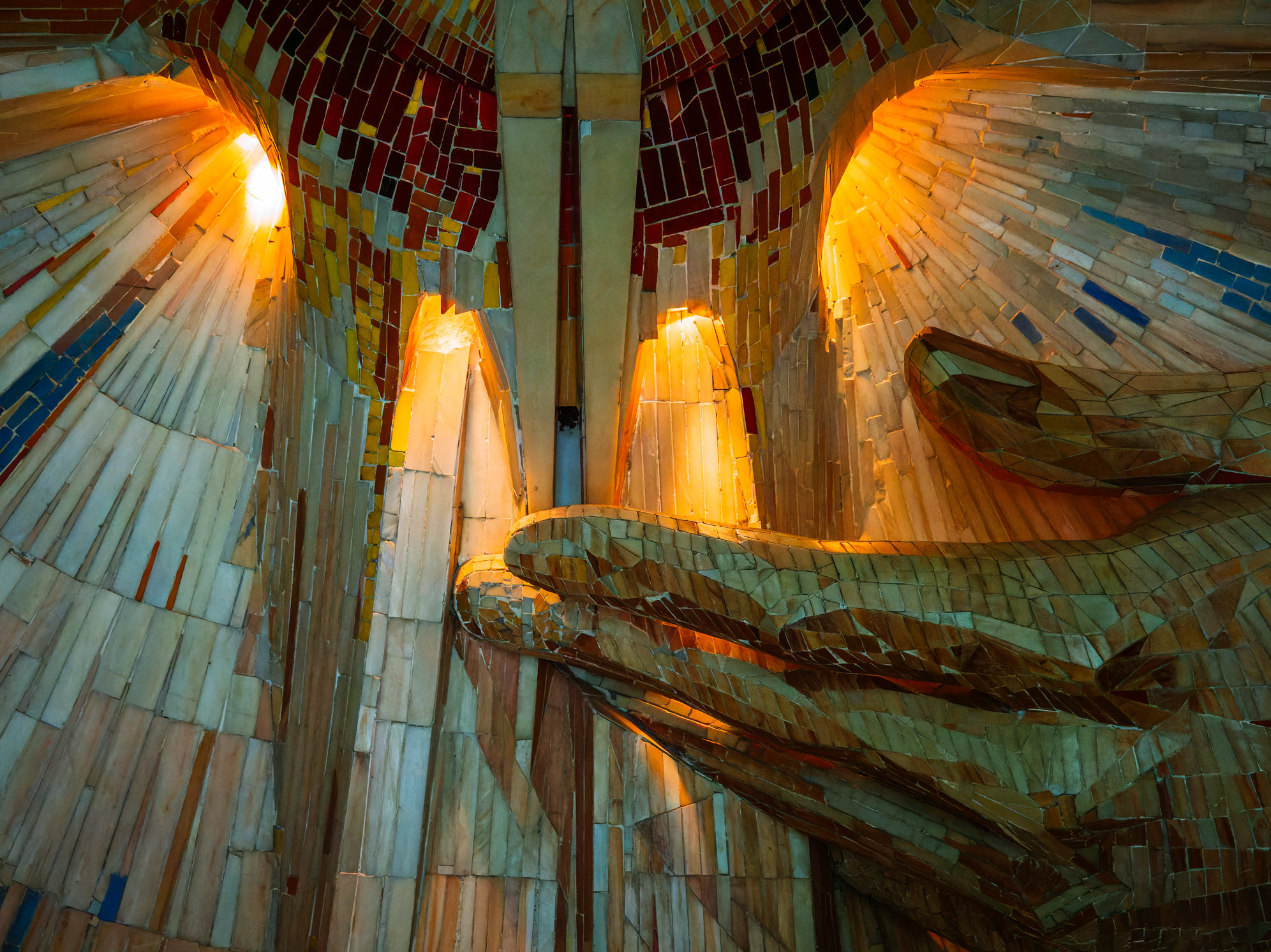
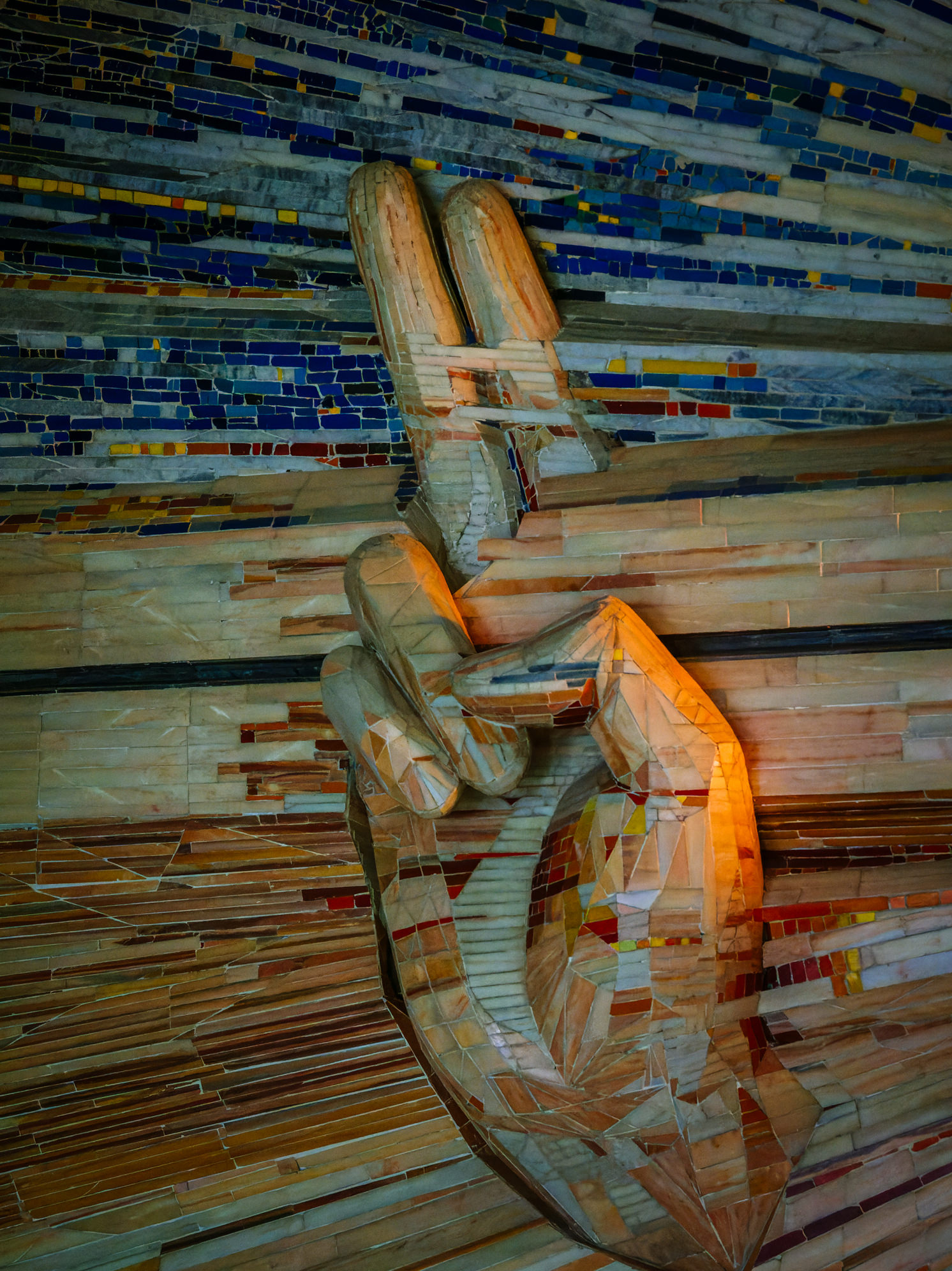
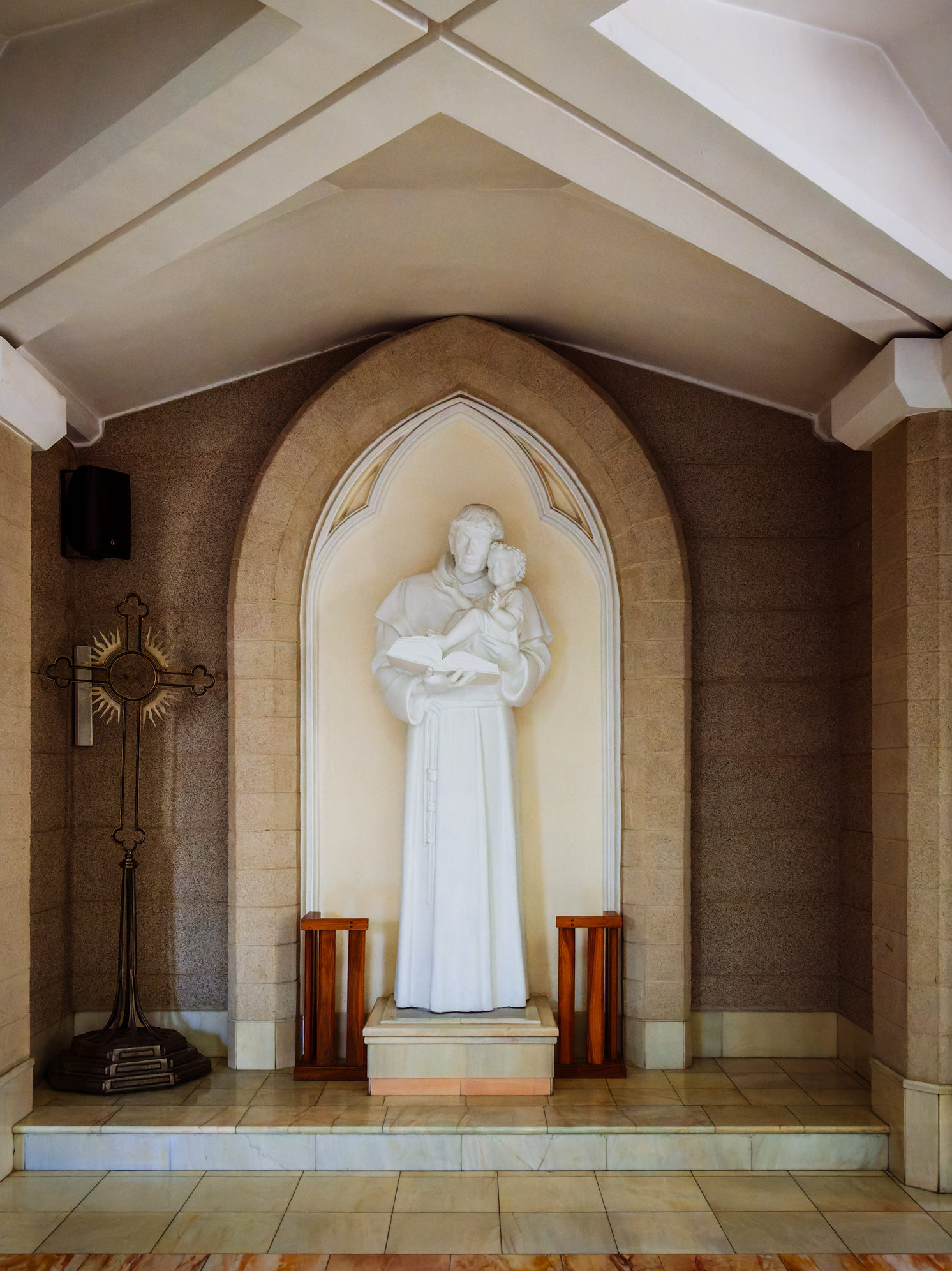
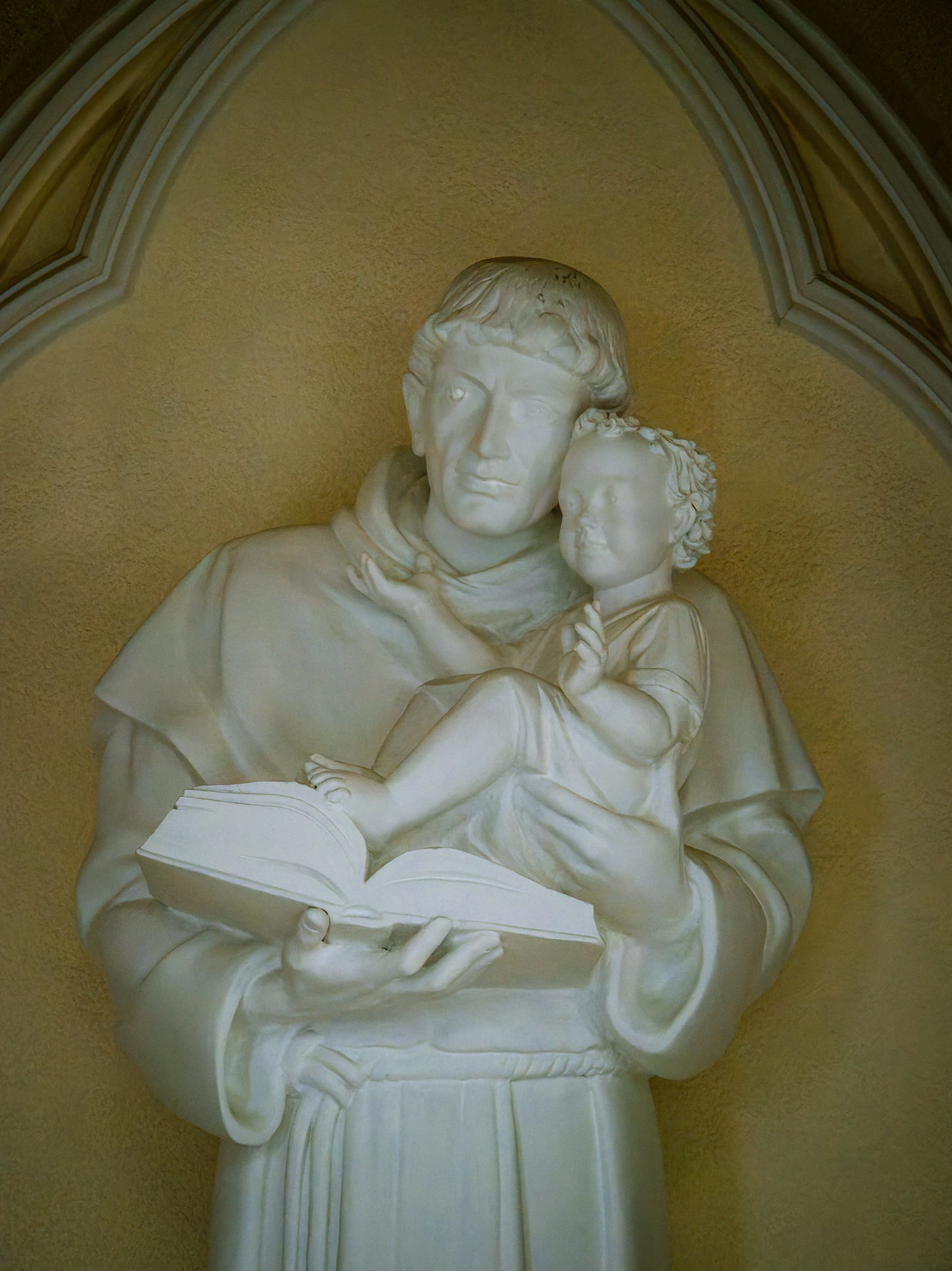